# Akershus
Akershus este o provincie localizată în partea de sud-est a Norvegiei, actualmente parte a provinciei Viken.

## Comune
- Asker
- Aurskog-Høland
- Bærum
- Eidsvoll
- Enebakk
- Fet
- Frogn
- Gjerdrum
- Hurdal
- Lørenskog
- Nannestad
- Nes
- Nesodden
- Nittedal
- Oppegård
- Rælingen
- Skedsmo
- Ski
- Sørum
- Ullensaker
- Vestby
- Ås